# Liste der Nummer-eins-Hits in den US-Dancecharts (2021)
Dies ist eine Liste der Nummer-eins-Hits in den US-Dancecharts im Jahr 2021. Die Platzierungen in den Hot Dance/Electronic Songs (Singles) sowie den Top Dance/Electronic Albums (Alben) werden wöchentlich von Billboard ermittelt.

## Singles
| ← 2020 ← | Liste der Nummer-eins-Hits in den US-Dancecharts | Liste der Nummer-eins-Hits in den US-Dancecharts | Liste der Nummer-eins-Hits in den US-Dancecharts | 2022 →                    |
| \| Zeitraum \| Wo. ges. \| Interpret \| Titel Autor(en) \| Zusätzliche Informationen \| \| (Zeitraum, Wochen auf Platz eins, Interpret, Titel, Autor[en], zusätzliche Informationen) \| \| \| \| \| \| ----------------------------------------------------------------------------------------- \| -------- \| -------------------------------- \| ----------------------- \| ------------------------- \| \| 24. Oktober 2020 – 12. Februar 2021 16 Wochen (insgesamt 17) \| 17 \| Surf Mesa feat. Emilee \| Ily \| – \| \| 13. Februar 2021 – 25. Juni 2021 19 Wochen \| 19 \| Travis Scott & HVME \| Goosebumps \| – \| \| 26. Juni 2021 – 20. August 2021 8 Wochen \| 8 \| Regard, Troye Sivan & Tate McRae \| You \| – \| \| 21. August 2021 – 22. Oktober 2021 9 Wochen \| 9 \| Farruko \| Pepas \| – \| \| 23. Oktober 2021 – 3. Juni 2022 32 Wochen \| 32 \| Elton John & Dua Lipa \| Cold Heart (Pnau Remix) \| – \| |                                                  |                                                  |                                                  |                           |
| ← 2020 |                                                  |                                                  |                                                  | → 2022 →                  |
| Zeitraum | Wo. ges.                                         | Interpret                                        | Titel Autor(en)                                  | Zusätzliche Informationen |
| (Zeitraum, Wochen auf Platz eins, Interpret, Titel, Autor[en], zusätzliche Informationen) |                                                  |                                                  |                                                  |                           |
| 24. Oktober 2020 – 12. Februar 2021 16 Wochen (insgesamt 17) | 17                                               | Surf Mesa feat. Emilee                           | Ily                                              | –                         |
| 13. Februar 2021 – 25. Juni 2021 19 Wochen | 19                                               | Travis Scott & HVME                              | Goosebumps                                       | –                         |
| 26. Juni 2021 – 20. August 2021 8 Wochen | 8                                                | Regard, Troye Sivan & Tate McRae                 | You                                              | –                         |
| 21. August 2021 – 22. Oktober 2021 9 Wochen | 9                                                | Farruko                                          | Pepas                                            | –                         |
| 23. Oktober 2021 – 3. Juni 2022 32 Wochen | 32                                               | Elton John & Dua Lipa                            | Cold Heart (Pnau Remix)                          | –                         |

## Alben
| ← 2020 ← | Liste der Nummer-eins-Hits in den US-Dancecharts | Liste der Nummer-eins-Hits in den US-Dancecharts | Liste der Nummer-eins-Hits in den US-Dancecharts | 2022 →                    |
| \| Zeitraum \| Wo. ges. \| Interpret \| Titel Autor(en) \| Zusätzliche Informationen \| \| (Zeitraum, Wochen auf Platz eins, Interpret, Titel, Autor[en], zusätzliche Informationen) \| \| \| \| \| \| ----------------------------------------------------------------------------------------- \| -------- \| --------------- \| --------------- \| ------------------------- \| \| 28. November 2020 – 19. Februar 2021 12 Wochen (insgesamt 34) \| 34 \| Lady Gaga \| Chromatica \| – \| \| 20. Februar 2021 – 5. März 2021 2 Wochen (insgesamt 132) \| 132 \| Lady Gaga \| The Fame \| – \| \| 6. März 2021 – 12. März 2021 1 Woche \| 1 \| Daft Punk \| Discovery \| – \| \| 13. März 2021 – 7. Mai 2021 8 Wochen (insgesamt 132) \| 132 \| Lady Gaga \| The Fame \| – \| \| 8. Mai 2021 – 14. Mai 2021 1 Woche \| 1 \| Porter Robinson \| Nurture \| – \| \| 15. Mai 2021 – 11. Juni 2021 4 Wochen (insgesamt 132) \| 132 \| Lady Gaga \| The Fame \| – \| |                                                  |                                                  |                                                  |                           |
| ← 2020 |                                                  |                                                  |                                                  | → 2022 →                  |
| Zeitraum | Wo. ges.                                         | Interpret                                        | Titel Autor(en)                                  | Zusätzliche Informationen |
| (Zeitraum, Wochen auf Platz eins, Interpret, Titel, Autor[en], zusätzliche Informationen) |                                                  |                                                  |                                                  |                           |
| 28. November 2020 – 19. Februar 2021 12 Wochen (insgesamt 34) | 34                                               | Lady Gaga                                        | Chromatica                                       | –                         |
| 20. Februar 2021 – 5. März 2021 2 Wochen (insgesamt 132) | 132                                              | Lady Gaga                                        | The Fame                                         | –                         |
| 6. März 2021 – 12. März 2021 1 Woche | 1                                                | Daft Punk                                        | Discovery                                        | –                         |
| 13. März 2021 – 7. Mai 2021 8 Wochen (insgesamt 132) | 132                                              | Lady Gaga                                        | The Fame                                         | –                         |
| 8. Mai 2021 – 14. Mai 2021 1 Woche | 1                                                | Porter Robinson                                  | Nurture                                          | –                         |
| 15. Mai 2021 – 11. Juni 2021 4 Wochen (insgesamt 132) | 132                                              | Lady Gaga                                        | The Fame                                         | –                         |